# 中華民國98年度全國羽球團體錦標賽
中華民國全國羽球團體錦標賽，是中華民國國內最高級別的羽毛球團體比賽，每場賽事分別以男子單打、女子單打、男子雙打、女子雙打和混合雙打5個項目依序競賽，採5戰3勝制，先贏3點者勝出。本屆賽事於2009年5月26日-31日在桃園縣蘆竹鄉立體育館舉行。

## 項目獎牌榜
以下為各項目的優勝團體名單：
| 項目       | 第一名           | 第二名     | 第三名    | 第四名    | 第五名           | 第六名             |
| ---------- | ---------------- | ---------- | --------- | --------- | ---------------- | ------------------ |
| 男子甲組   | 土地銀行A        | 合作金庫A  | 土地銀行B | 土地銀行B | 體大（桃園校區） | 台師大、勝利、千喜 |
| 女子甲組   | 合作金庫A        | 土地銀行隊 | 台灣電力  |           |                  |                    |
| 男子乙組   | 體大（桃園校區） | 台南大學   | 北體育成  | 治平高中  | 嘉義大學         | 體大（台中校區）   |
| 女子乙組   | 北市大同         | 育成高中A  | 新豐高中A |           |                  |                    |
| 高中男生組 | 新豐高中A        | 基隆高中   | 西苑高中A | 雄中A     | 雄中B            | 育成高中A          |
| 高中女生組 | 北市大同         | 新莊高中A  |           |           |                  |                    |
| 國中男生組 | 西苑高中A        | 豐原國中A  | 英明國中A | 南市大成  | 新化國中         | 西湖A              |
| 國中女生組 | 國昌國中A        | 北市中山   | 豐原國中  | 北市大同  | 安溪國中         | 竹東國中           |
| 國小男生組 | 北市民權A        | 南縣崑山   | 高市民權  | 幸安國小  | 莊敬國小         | 竹縣竹東           |
| 國小女生組 | 永吉國小A        | 獅湖國小   | 北市社子A | 永吉國小B | 莊敬國小         | 高市民權           |

## 外部連結
- 中華民國羽球協會（页面存档备份，存于）